# Observatorio de Sídney

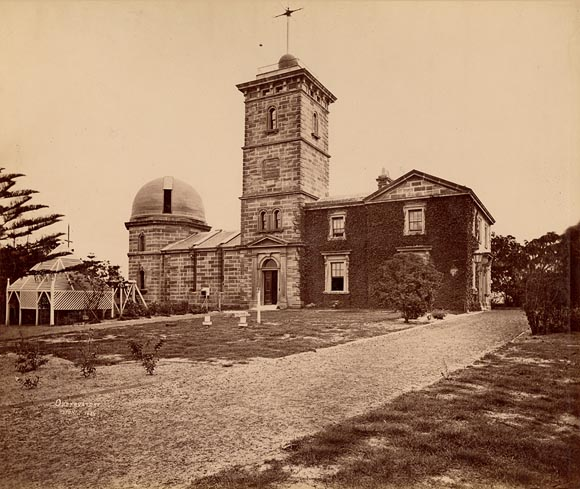
El observatorio fotografiado en 1874

El Observatorio de Sídney (nombre original en inglés: Sydney Observatory ) está localizado en una colina actualmente conocida como Observatory Hill, situada en el centro de Sídney. El emplazamiento pasó de ser un fuerte (construido a comienzos del siglo XIX en el alto conocido entonces como 'Windmill Hill'), a convertirse en un observatorio astronómico durante el siglo XIX.
En la actualidad se ha transformado en un museo interactivo, donde los visitantes nocturnos pueden observar las estrellas y planetas a través de un moderno telescopio Schmidt-Cassegrain de 40 cm de diámetro y con un histórico telescopio refractor de 29 cm construido en 1874, el más antiguo que se sigue usando regularmente en Australia.

## Historia del emplazamiento

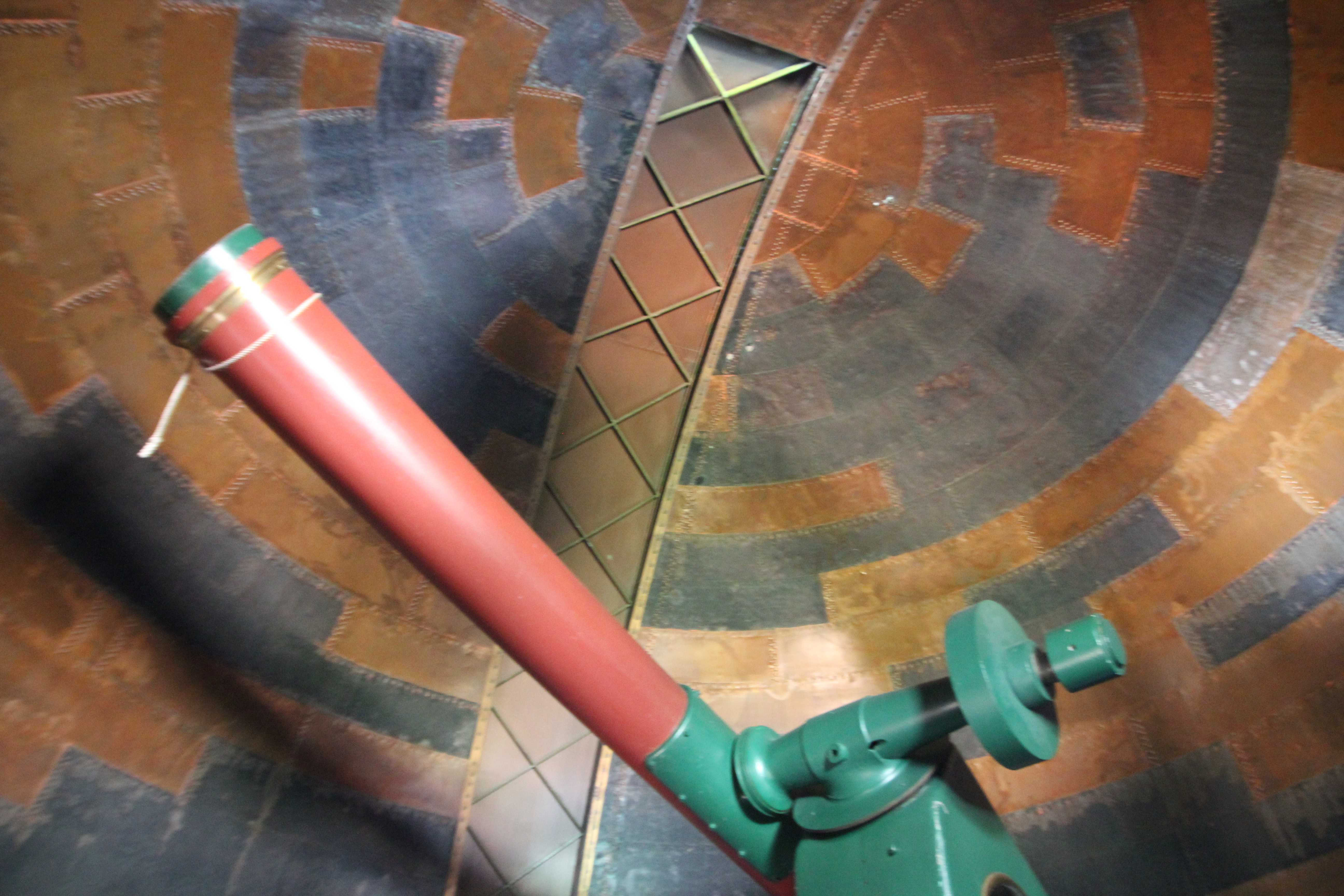
El telescopio con lentes refractantes en funcionamiento más antiguo del hemisferio sur (1874) emplazado en el Observatorio de Sídney.

En 1797, en el inicio del poblamiento europeo de Nueva Gales del Sur (Australia), se construyó un molino de viento sobre la cima que dominaba las primeras casas de lo que después se convertiría en la ciudad de Sídney. Diez años después, el molino se había deteriorado hasta el punto de ser inútil. El topónimo Millers Point recuerda este hecho.
En 1803 ya se había construido el Fort Philip bajo el mandato del Gobernador Hunter, con la finalidad de defender la nueva población contra un posible ataque de los franceses o de convictos rebeldes. El fuerte nunca fue utilizado con este propósito, y en 1825 su lado oriental se convirtió en una estación de señales. Utilizando banderas, se enviaban mensajes a los barcos y a la estación de señales en la cabecera sur del puerto.

## Observatorio

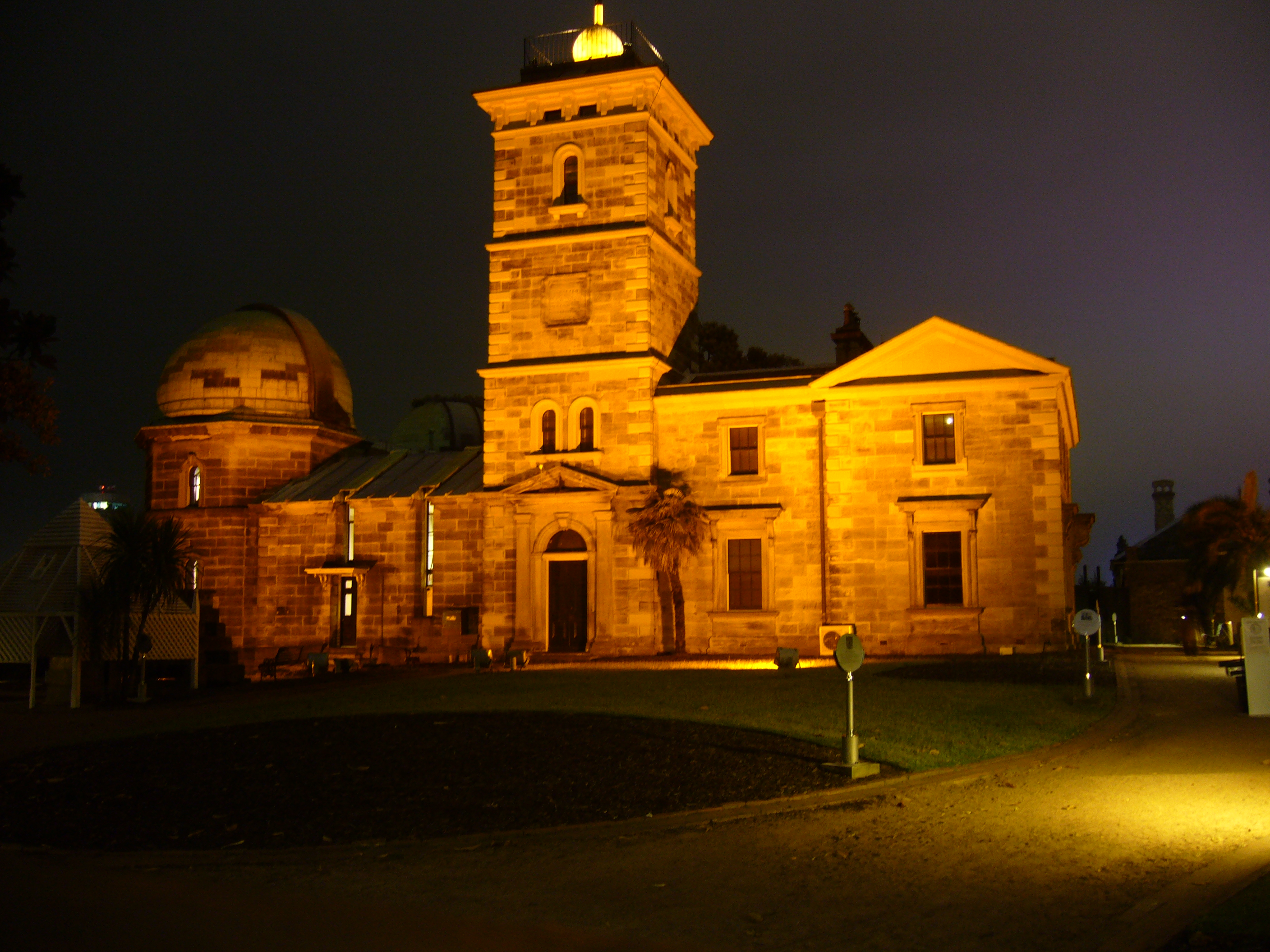
El Observatorio de Sídney por la noche

Un primer observatorio se estableció en 1788 en Dawes Point,al pie de la Colina del Observatorio, en un intento finalmente infructuoso de observar en 1790 el regreso del cometa Halley. El segundo observatorio de la Colonia se estableció en Parramatta en 1821, siendo Gobernador Sir Thomas Brisbane.
En 1848 se construyó una nueva estación de señales en la cima de la colina, obra del arquitecto colonial Mortimer Lewis. Gracias al interés del Gobernador Sir William Denison, siete años más tarde se construyó un completo observatorio junto a la estación de señales. El primer Astrónomo del Gobierno, William Scott, fue nombrado en 1856, y los trabajos del nuevo observatorio se completaron en 1858.
La función más importante del observatorio era marcar la hora exacta, para lo que desde el 5 de junio de 1858 se utilizaba su torre, en la que una esfera descendía todos los días exactamente a la 1:00 p. m. (primero con un mecanismo manual, y después eléctrico), a la vez que se disparaba un cañón.
El observatorio es un edificio de piedra arenisca en estilo Italianizante. Posee dos cúpulas sobre bases octagonales que alojan sendos telescopios, y una torre de sección cuadrada para la esfera de las señales horarias. El edificio diseñado en 1858 por el Arquitecto Colonial Alexander Dawson, incluía una cúpula para albergar el telescopio ecuatorial; una sala con ventanas largas y estrechas para el círculo meridiano; un gabinete para los cálculos; y una residencia para el astrónomo. El ala occidental se añadió en 1877 con una oficina y una biblioteca, así como un segundo domo para otro telescopio.
Algunas de las primeras fotografías astronómicas del cielo del hemisferio sur se tomaron en el observatorio, bajo la dirección de Henry Chamberlain Russell. El observatorio también participó en la recopilación del primer atlas de todo el firmamento, El catálogo de estrellas. La parte completada en Sídney requirió 70 años de trabajo, entre 1899 y 1971, y ocupó 53 volúmenes.

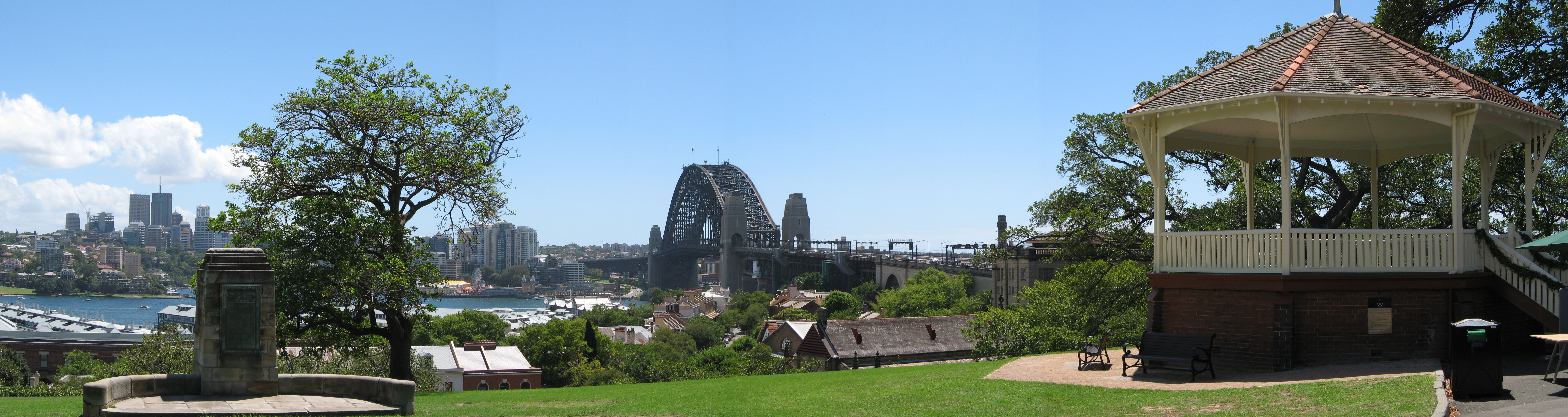
La Colina del Observatorio proporciona vistas magníficas de la bahía y del puente de Sídney

Después de la federación de Australia en 1901, la meteorología pasó a ser un cometido del Gobierno de la Commonwealth en 1908, mientras que el observatorio continuó con su función astronómica, contribuyendo con su trabajo al catálogo de estrellas y facilitando información horaria y astronómica al público (como los horarios del amanecer y de la puesta de sol, o las fases lunares). Ya hubo una propuesta para cerrar el observatorio en 1926 que pudo evitarse, pero a mediados de la década de 1970, los problemas crecientes de contaminación atmosférica y la luz de la ciudad hicieron el trabajo en el observatorio más y más difícil cada vez. Así, en 1982, el gobierno de Nueva Gales del Sur decidió que el Observatorio de Sídney fuese convertido en un museo de astronomía y campos relacionados, como parte del Powerhouse Museum.

### Antiguo telescopio refractor

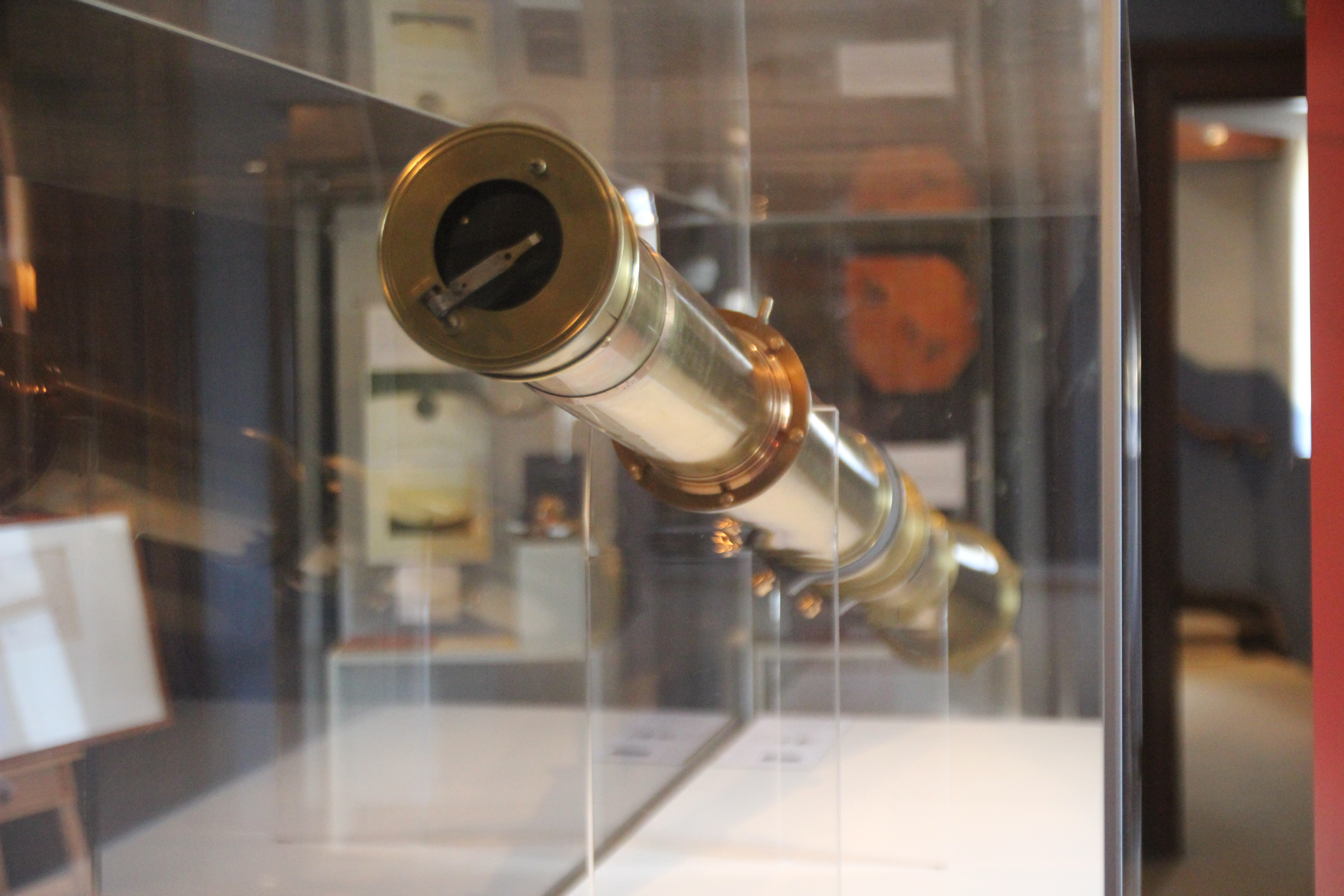
Fotoheliógrafo, utilizado para fotografiar el sol

El Observatorio de Sídney alberga un antiguo telescopio refractor de 7.25 pulgadas con montura ecuatorial, fabricado por la compañía alemana Georg Merz e Hijos entre 1860 y 1861, el mismo año en que fue instalado en el observatorio.